# Влесінешть
Влесінешть, Влесінешті (рум. Vlăsinești) — село у повіті Ботошані в Румунії. Входить до складу комуни Влесінешть.
Село розташоване на відстані 393 км на північ від Бухареста, 26 км на північний схід від Ботошань, 101 км на північний захід від Ясс.

## Населення
За даними перепису населення 2002 року у селі проживали 1772 особи, усі — румуни. Усі жителі села рідною мовою назвали румунську.